# Gegantons Torradet i Gresca
Els gegantons Torradet i Gresca són dues figures de la Vila de Gràcia que formen part de l'Associació Geganters de Gràcia i representen moments diferents de la festa major del barri. En Torradet és un sol i simbolitza la llum i la calor de les activitats diürnes; la Gresca, en canvi, és una lluna i ens fa pensar en les activitats nocturnes de la festa. Els noms foren escollits per votació popular entre els nens i nenes de les escoles gracienques.
La iniciativa de construir els gegantons fou de la Federació Festa Major de Gràcia (en l'actualitat: Fundació Festa Major de Gràcia), que volia unes figures que poguessin desfilar pels carrers guarnits els dies de festa. Abans de fer-los, doncs, n'estudiaren molt bé l'alçada perquè poguessin passar pertot arreu. També els volgueren fer lleugers perquè els poguessin menar els geganters més joves. Els noms van ser escollits entre els nens i les nenes de les escoles del barri.
En Torradet i la Gresca són obra de l'artista Àngels Jutglar, que els feu a partir d'un disseny de Mercè Galí. Els enllestí el 1999 i el 16 d'agost d'aquell any, durant l'acte de l'ofrena a sant Roc es van passejar per tots els carrers guarnits per primer cop. L'any 2017 coincidint amb el Bicentenari de la Festa Major de Gràcia (1817-2017) s'estrenaren nous vestits adequant-se més al disseny original, així com unes arracades i un collaret nou per a la Gresca.
Cada any, un dels dies de la Festa Major de Gràcia els dos gegantons passegen sota alguns dels guarnits celebrant així la Passejada dels Gegantons.
A més de tenir un pes important dins el programa festiu gracienc, són amfitrions, amb les altres figures de la colla, de la Trobada Biennal de Gegants de Gràcia, de periodicitat biennal i que se celebra durant la primera quinzena de maig dels anys parells. També surten de tant en tant per participar en celebracions i cercaviles de la ciutat i de tot el país, sempre portats per la Colla Gegantera de Gràcia.
Els dos gegantons surten a passejar al costat dels Gegants de Gràcia (Pau i Llibertat), els Gegantons Pepitu Campanar, Gegantó Torres i el Pepitet i els Capgrossos de Gràcia; tots són portats per l'Associació Geganters de Gràcia.